# Paño (arquitectura)

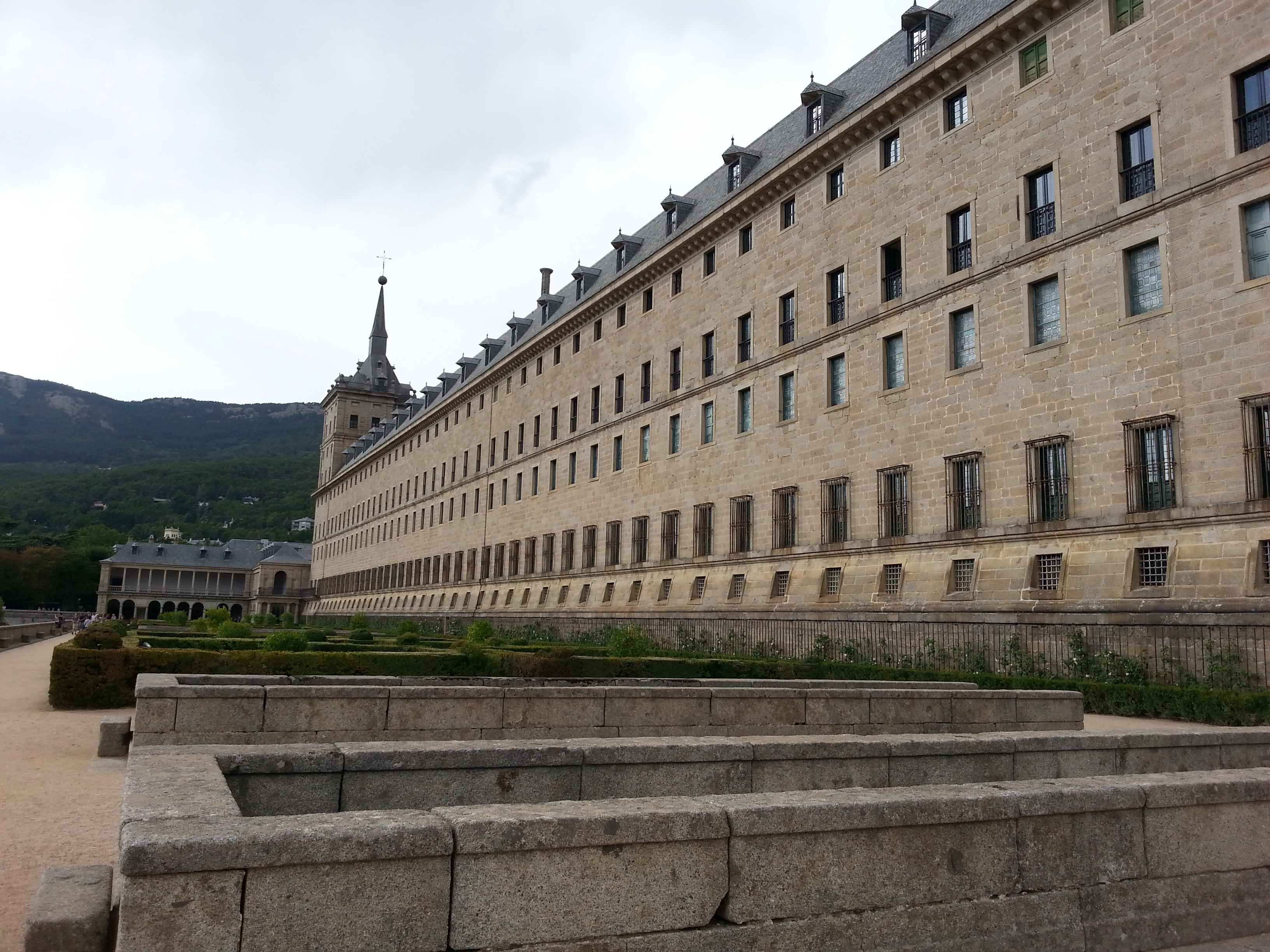
Paño de la fachada sur del Monasterio de El Escorial.

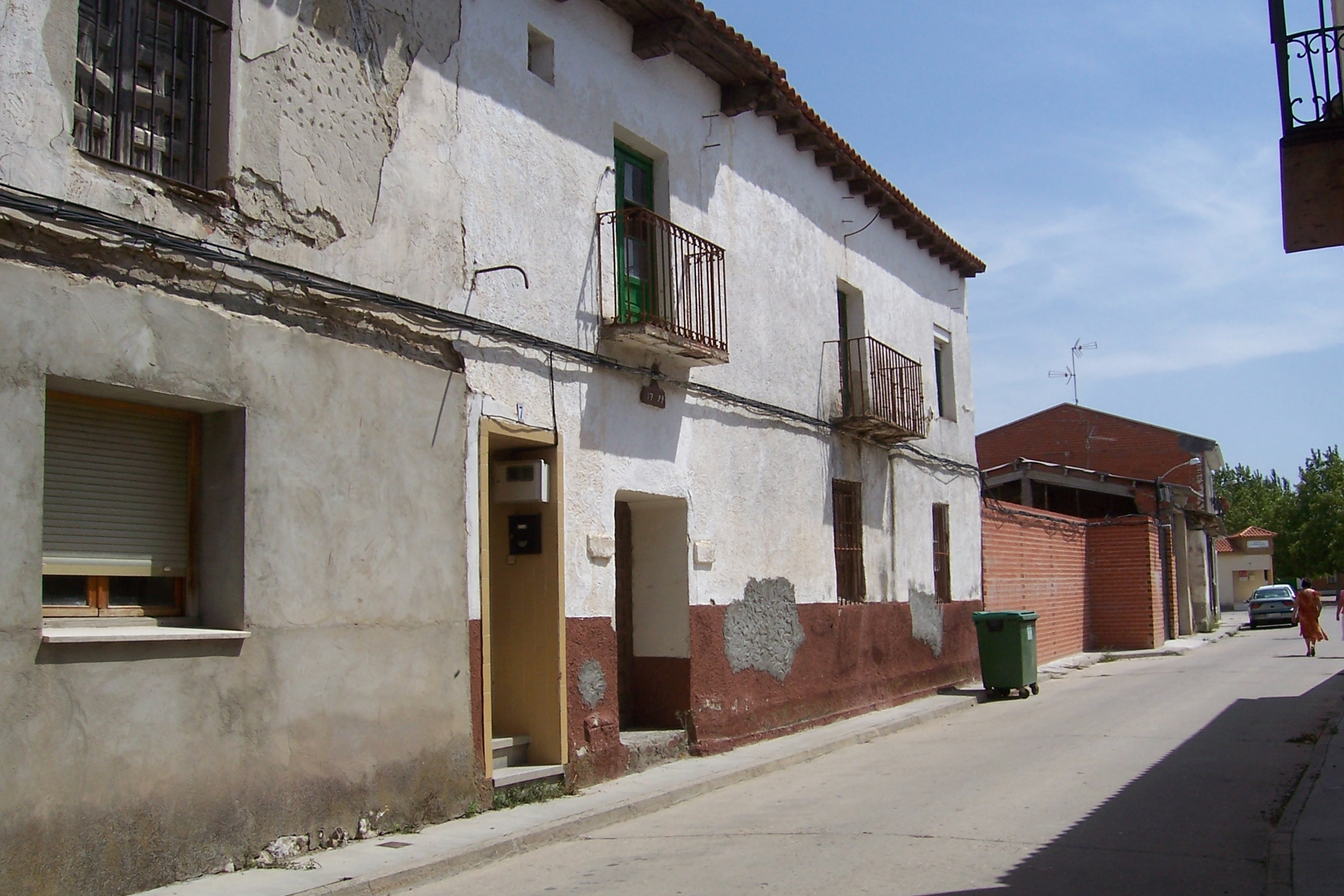
Paño de la fachada de una vivienda de arquitectura popular (data de 1799), con distintos enlucidos en distintos grados de conservación (La Pedraja de Portillo).

Paño, o lienzo de pared, es el elemento arquitectónico que corresponde al muro o pared de la fachada de un edificio en toda su extensión (de un lado a otro).
También se denomina "paño" el enlucido de los lienzos de pared, sea de cal (encalado) yeso, estuco o cualquier otra forma de revoco.